# فيكتور خارا
فيكتور ليديو خارا مارتينيز (28 سبتمبر 1932 16 سبتمبر 1973) هو أستاذ، مخرج مسرحي، مغني، كاتب أغاني، أكاديمي وناشط سياسي تشيلي، يعتبر من المساهمين في تطور المسرح في تشيلي، كما لعب دورا فعالا في تطوير الموسيقى التقليدية في تشيلي حيث أسس حركة الموسيقى التشيلية الحديثة (بالإسبانية: Nueva Canción Chilena) التي اتخدها الرئيس التشيلي سلفادور أليندي نوع الموسيقى الوطنية خلال فترة حكمه.
بسبب نشاطه السياسي، أوقف جارا خلال انقلاب تشيلي عام 1973 حيث تعرض للتعذيب قبل أن يتلقى طلقة قاتلة، فيما تم رمي جثته في شارع في سانتياغو؛ بسبب نشاطاته الداعية لتحقيق العدالة الاجتماعية المعادي لنظام الجنرال الديكتاتور أوغستو بينوشيه.
في يونيو 2016، عثرت هيئة محلفين من فلوريدا على أمر قتل جارا من طرف ضابط في القوات المسلحة التشيلية.

## ألبوماته
- 1974: البيان الرسمي (Manifiesto)
- 1973: الغناء من الأذى (Canto por travesura)
- 1972: السكان (La Población)
- 1971: الحق في العيش بسلام (El derecho de vivir en paz)
- 1970: الغناء بحرية (Canto libre)
- 1969: أضع في أيديكم المفتوحة (Pongo en tus manos abiertas)
- 1967: فيكتور جارا (Víctor Jara)